# Digitális rajzolás

Hagyományos színkerék, 1867-ben Charles Blanc fejlesztette ki

A számítógép forradalmasította a hivatásos rajzolók munkáját, de egyre inkább teret nyer a képzőművészek és az amatőrök között is.

## Programok és eszközök
A legtöbb számítógépes operációs rendszerhez tartozik olyan program, amellyel fényképekre lehet rajzolni, vagy szerkeszteni lehet őket. A Windows esetében ilyen például a Microsoft Paint. Ez egy viszonylag egyszerű program. Segítségével lehetséges a szabadkézi rajzolás, geometrikus minták létrehozása, „saját” színárnyalatok kialakítása, képek kombinálása tipográfiai elemekkel. Vannak sokkal kifinomultabb szoftverek is, ezek közül többet kifejezetten profiknak szánnak. Ezeket folyamatosan frissítik. Egy másik szoftver a Photoshop Elements, amely - bár eredetileg fényképszerkesztésre szánták - lehetővé teszi saját rajzok és festett képek létrehozását is. A felszerelés további elengedhetetlen része a speciális toll és a digitális rajztábla (grafikus tablet).

## Bittérképes és vektorális képek
Egy kézzel rajzolt kép beszkennelése és kinagyítása után színes mozaik lesz látható. Ezek a pixelek, amelyek felépítik a képet. A pixelekből álló képek bittérképes vagy raszterképek lehetnek. Ez a színes képek legelterjedtebb formátuma, mivel a pixelekkel rendkívül finom szín- és tónusátmeneteket lehet megjeleníteni. Ezek a képek felbontásfüggők, tehát túlzottan felnagyítva vagy kis felbontásban kinyomtatva elveszhetnek a részletek, és a kép túl pixelesnek tűnhet. A vektorális képek viszont függetlenek a felbontástól, és korlátlanul felnagyíthatók, anélkül, hogy elvesznének a részleteik. Ez annak köszönhető, hogy matematikai egyenletek által meghatározott egyenesekből, ívekből és egyéb alakzatokból épülnek fel. Egyik legelterjedtebb módszer a Bézier görbék alkalmazása például az Inkscape, Adobe Photoshop vagy a GIMP a görbe vonalak rajzolásához egymáshoz kapcsolt Bézier-görbék sorozatát használják. Az Illustrator vektoralapú program. A Photoshop Elements menüjében található alakzatok szintén vektoralapúak. A legtöbb digitális festő és képszerkesztő programhoz kifejlesztett szoftveralkalmazás bittérképes képekkel dolgozik, viszont egyes grafikus programok (amelyek nevében a Draw elnevezés található) a vektorgrafikát támogatják.

## Rajzolás és festés
Bármely, kifejezetten rajzoláshoz vagy festményszerű képek készítéséhez tervezett szoftverben egy sor különféle eszköz található: a tollaktól a pasztellen keresztül a vízfestékeffektusokig. A Painter például ecsetet és különböző kategóriákba sorolt eszközöket kínál. A Revelation Natural Art (RNA) egy modern grafikus program, amely a diákok számára is alkalmas. Ennél a programnál megfigyelhető az is, hogy egy idő után elhalványodik a szín, úgy akárcsak a rendes ecsettel való festéskor.
A színek kiválasztásának módja a program típusától függ, általában azonban egy színkerék segítségével lehet dolgozni, amelynél csak rá kell kattintani a kiválasztott színre. Hasznos eszköz a Pipetta (Eyedropper), amelynek segítségével pontosan reprodukálható egy kiválasztott színárnyalat. E szín másik területre való átvitelekor rá kell kattintani az adott színű területre, és kész is.

## Szűrők és effektusok
Ahhoz, hogy a digitális rajz jobban hasonlítson a szabad kézi rajzhoz, jó módszer a plug-in szűrőkkel való módosítás. A plug-inek kisebb programok az alapprogramon belül. Ezek külön mappában találhatók, de amikor elindul a program, általában egy eszközsor menüben hozzáférhető lesznek. Egyes programokhoz rendkívül sokféle effektus tartozik, különleges ecsetvonásoktól a képkiemelésen és színkorrekción keresztül a felületi textúráig.
A szűrő kiválasztása után egy párbeszédablak nyílik meg egy előnézet dobozzal együtt. Ezek segítségével meghatározható a vonások hossza, az ecset jellemzői, az élesség, a kontraszt és a többi. A szűrők nem mindig hűek az elnevezésükhöz: a keresztirányú sraffozás esetleg túl mechanikus, mivel a vonalak kiosztása egyenletes, szélességük pedig azonos. A szűrők többségével olyan érdekes és szokatlan effektusok hozhatók létre, amelyek hagyományos módszerekkel nem elérhetők. Ezért mindenképp érdemes kísérletezni velük. A digitális művészet egyik szépsége abban rejlik, hogy nem jár sem festék-, sem papírpazarlással.

## Fóliák és kijelölés
A legtöbb rajzoló-, festő- és képszerkesztő program a fólia (Layers) köszönhetően lehetővé teszi a kísérletezést különböző effektusokkal és kompozíciókkal. A fóliák átlátszó filmrétegekként képzelhetők el, melyek egymásra vannak helyezve. Digitális rajz készítésekor úgy jelenik meg, mintha ez lenne a háttér, azaz a vászon (Canvas). E fölé létrehozható egy másik fólia, melyen külön lehet dolgozni. Ezek a fóliák függetlenek. A fóliák különösen a kollázsszerű kompozíciók esetén praktikusak, melyeknél a képek, formák vagy textúrák egymásra helyezhetőek. Ennél a típusú munkánál szükség van a kijelölésekre (Selection), ami az ollóval való kivágás digitális megfelelője.
A kijelölés a digitális rajzolás egyik alapvető művelete. Ezzel elkülöníthető az a terület, ahol épp a munka folyik. A kijelölésnek több módja is lehet. Egyetlen képen belül is használható többféle módszer. A különböző elrendezések kipróbálásához a rétegek egymásra helyezése bármikor megváltoztatható. A maszkolásos technika pontosak, tetszés szerint módosíthatók és gyorsak.

## Rajzolás fénykép alapján
A szűrők segítségével egy fénykép egyetlen kattintással festményszerű képpé alakítható, de a fényképekre különböző effektusok létrehozásához közvetlenül rá is lehet festeni vagy rajzolni. Ennek pontos kivitelezési módja a szoftver típusától függ. Színesben való dolgozás közben hasznos, ha közben meg van nyitva a képernyőn a fénykép is, így a Pipetta eszközzel lemásolhatók róla a színek.

## A grafikus elemek jellemzői
A grafikus elemekre jellemző tulajdonság a fájlméret, valamint a megjelenítés minősége. A megjelenítés minősége a színmélységtől és felbontástól függ.
A képek lehetnek:
- fekete-fehér képek, a képpontok 1 bit információtartalommal bírnak (fehér vagy fekete)
- szürkeskálás (féltónusú) képek. A képpontok 4 bit információtartalommal 16 lehetséges értéket vehetnek fel
- színes képek. A piros, a zöld és a kék színeknek megfelelő képpontok 8-8 bit, összesen 24 bit információtartalommal 16,7 millió lehetséges értéket vehetnek fel.

Színes képek esetén további jellemzők:
- A fény hullámhosszát árnyalatnak nevezzük (hue)
- A világosság (brightness) értéke megadja, hogy a szín milyen közel van a fehérhez, illetve a feketéhez
- Az adott szín erőssége a fényerő (chroma)

## Kép és animáció szerkesztő/kezelő szoftverek
- Painter Classic

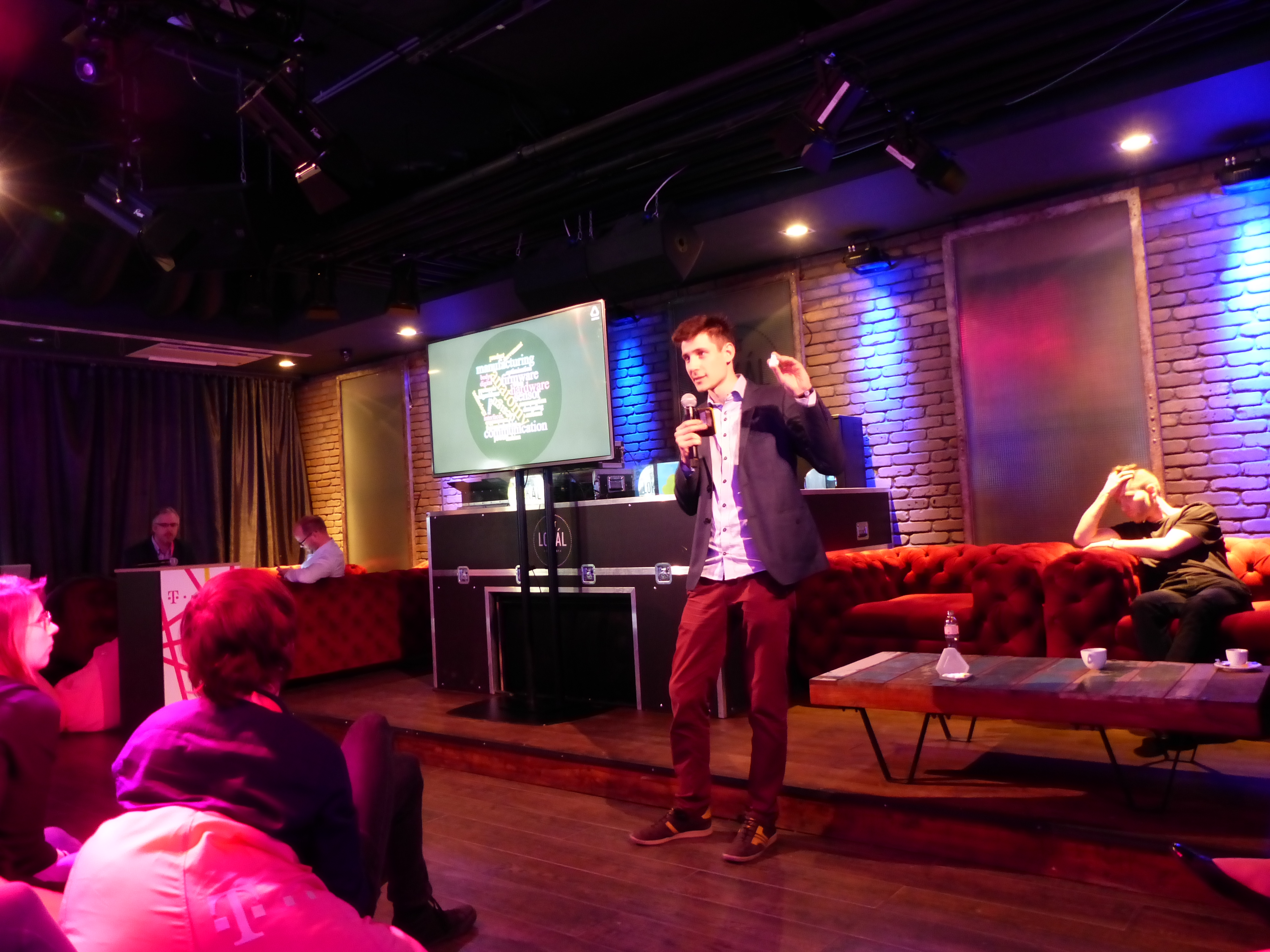
Notch digitális mozgáskövető érzékelő bemutatása a SMART 2017 Konferencián

- Adobe Illistrator: Professzionális vektoros rajzolóprogram.
- Adobe Photoshop: Professzionális képszerkesztő program.
- IrfanView: Ingyenes, könnyen kezelhető képnézegető-képszerkesztő program.
- Painter
- Revelation Natural Art (RNA)
- Photoscape: Ez egy képszerkesztő program, mely segítségével képeket lehet javítani és méretezni. A szerkesztő képes átméretezésre, szín és fény beállítására, fehér egyensúly és ellenfény javításra.
- Hornil StylePix: A Hornil StylePix egy nagy tudású képszerkesztő, rajzoló és effektező program. A hagyományos rajzoló, festő, színező eszközökön kívül, mindent tud képvágás, -méretezés, -elforgatás, -tükrözés terén, de a szöveg beillesztés sem maradhat el. Ezeken kívül a hagyományos, mondhatni ismert "Photoshop" eszközök mind megtalálhatók benne, és szűrők, effektek is nagy számban használhatók. Minden eszköz igen széleskörűen finomhangolható, az egész képszerkesztő program nagyon jó elrendezésű, áttekinthető és könnyen kezelhető, akár kezdők számára is.
- Easy Phto Effects: Az Easy Photo Effects egy kép effektező szoftver. Nagyon kicsi, gyors, telepíteni sem kell. Jelenleg az átméretezés mellett a fekete-fehérré és szépia színűvé változtató, világosságot és kontrasztot állító, keretet varázsoló és még pár remek dolgot művelő hatás készítésére képes a program.
- Inkscape: Az Inkscape nyílt forráskódú vektorgrafikus képszerkesztő illetve rajzoló program. Számos fejlett funkciót támogat, mint pl. útvonalak szerkesztése csomópontok által, 2D alakzatok, körök, ívek, 3D testek, sokszögek, spirálok. Linuxon és Windows-on is elérhető.
- Digitális mozgáskövető érzékelő: A digitális mozgáskövető érzékelő (digital motion tracking sensor) az adott tárgy mozgását követi, regisztrálja és programmjával feldolgozza. A feldolgozást követően a keletkezett adatbázis felhasználható animációs film készítésének alapjaként is.